# Tulipa dasystemon
Tulipa dasystemon (укр. Тюльпан волосистотичиночний) — багаторічна рослина родини лілійних.

## Історія

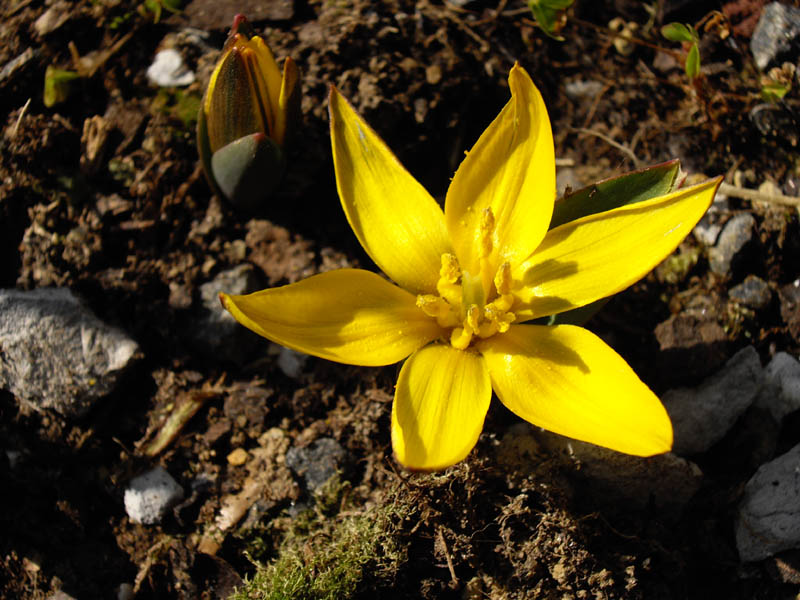
Квітка Tulipa dasystemon

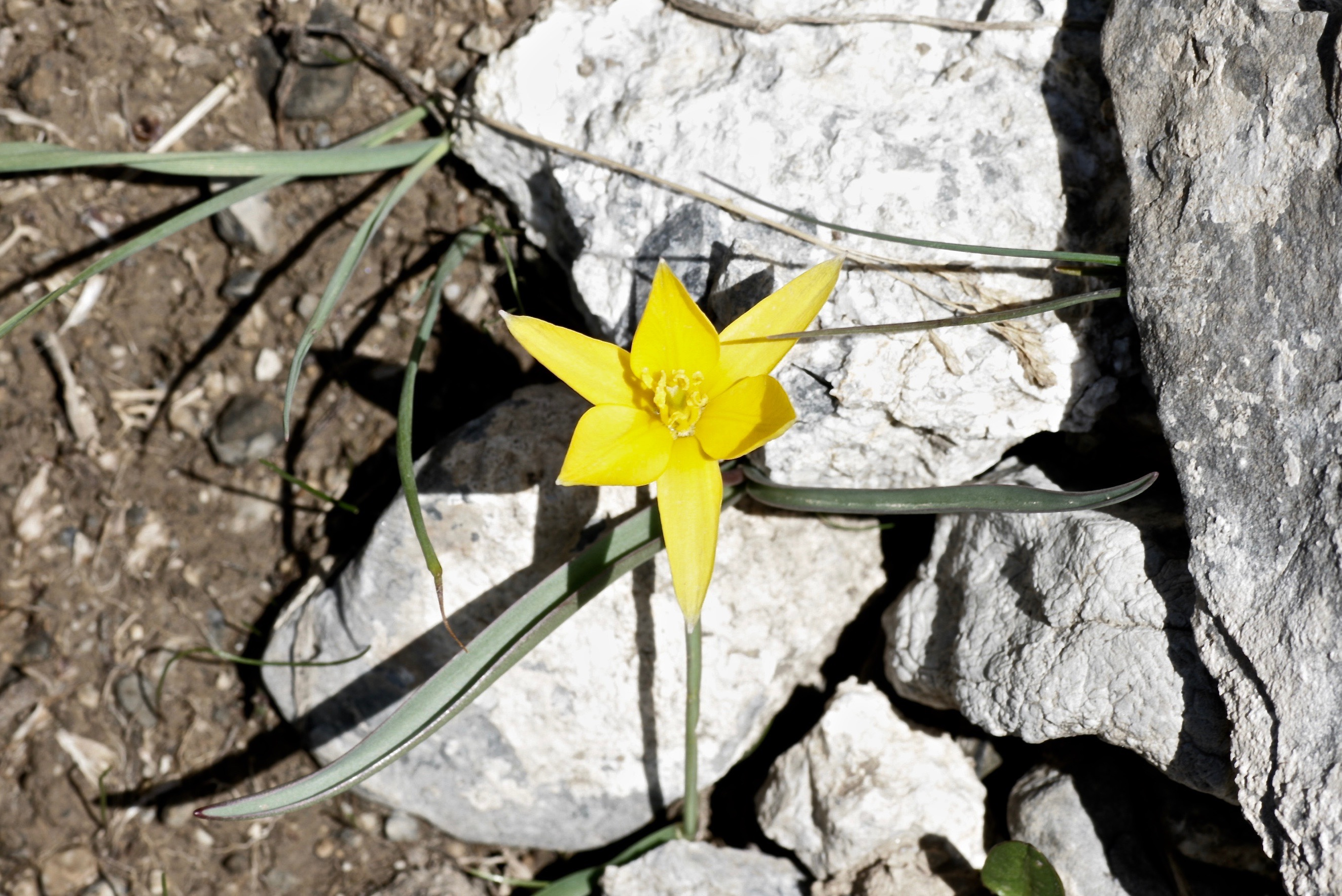
Tulipa dasystemon в Киргизстані на висоті 3200 м над рівнем моря

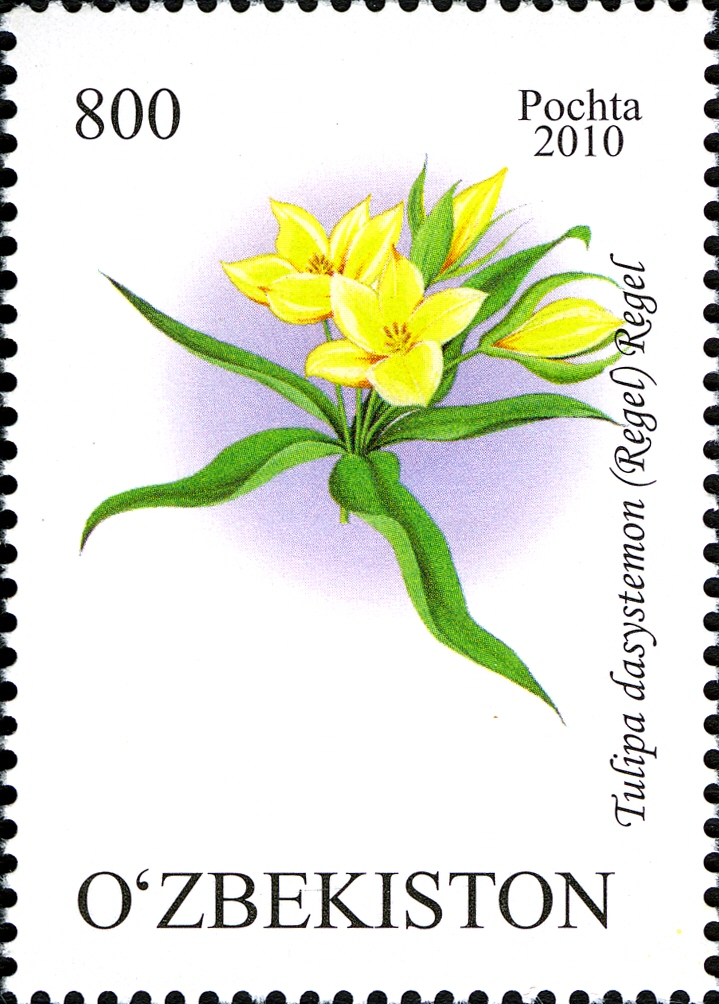
Tulipa dasystemon на поштовій марці Узбекистану 2010 року

У 1879 році Едуард Регель описав цей вид за зразками, зібраними з околиць Алмати.

## Опис
Стебло 10 — 28 см заввишки. Цибулина дрібна, товщина не перевищує 1,5 см, з бурими папіроподібними лусками, зсередини голими або тільки у верхівки запушеними нечисленними притиснутими волосками. Листків 4 (3), розставлені, лінійні, голі або злегка війчасті, по краю слабо хвилясті, від стебла мало відхилені (навіть нижній лист направлений вгору), поступово догори дедалі менші. Самий нижній лист лінійно-ланцетний (22 см завдовжки і 3 см завширшки). Верхній — вузький злаковидний (7x0,3 см). Листки перевищують квітку. Квітка одиночна, яскраво жовта або кремова, у формі простої зірки, або неглибокої чаші, до 3 см заввишки, із загостреними пелюстками, зовнішні по спинці зеленувато-фіолетового забарвлення. Тичинкові нитки голі, циліндричні, жовті, до основи звужені, до пильовиків сильно розширені, під пильовиками різко звужені в гострий кінчик, темніше всіх органів квітки. Тичинки в 2, або більше ніж в 3 рази коротші оцвітини. Пильовики світло-коричневі або жовті, світліші за нитки, завдовжки майже рівні ниткам, при основі з глибокими виїмками, в які входять гострі кінці ниток. Зав'язь з помітним стовпчиком, світла, у формі пляшки, сильно звужена під рильцем, світліша, ніж пильовики. Плід — до 2,5 см завдовжки і 1 см завширшки. Число нормально розвинених насінин до 159. Розмноження насіннєве і вегетативне. Цвіте з кінця квітня до кінця липня, плодоносить в червні — серпні.

## Екологія
Росте на степових і лукових ділянках схилів, на лісових галявинах від середнього до альпійського поясів на висоті від 1800 — 3200 метрів над рівнем моря.

## Поширення
Тюльпан волосистотичиночний — ендемічна рослина Середньої Азії. У дикому вигляді росте в Казахстані, Киргизстані, Узбекистані, Таджикистані, та в Сіньцзян-Уйгурському автономному районі Китаю.

## Охоронні заходи
Вид занесений до Червоної книги Узбекистану. Охороняється на території Алматинського заповідника і Ілі-Алатауського природного парку в Казахстані.

## Культивування
Вперше введений в культуру в Санкт-Петербурзькому ботанічному саду Едуардом Регелєм в 1880 році. Поширений в колекціях багатьох ботанічних садів Середньої Азії, Росії, країн Західної Європи. В останньому випадку нерідко під цією назвою описують інший вид — Tulipa tarda Stapf. Пересаджені цибулинами особини вегетативно розмножуються, цвітуть без викопування більше 12 років.

## Використання
Високодекоративний, легкий для культивування мініатюрний вид, найбільш перспективний для альпінаріїв.